# Xysticus fervidus
Xysticus fervidus là một loài nhện trong họ Thomisidae.
Loài này thuộc chi Xysticus. Xysticus fervidus được Willis J. Gertsch miêu tả năm 1953.